# 乌廷加
乌廷加（葡萄牙語：Utinga）是巴西巴伊亚州的一个市镇。总面积717.344平方公里，总人口16773人，人口密度23.4人/平方公里。